# U.C. Sampdoria
Unione Calcio Sampdoria S.p.A ali preprosto Sampdoria je italijanski nogometni klub iz Genove. Klub je bil ustanovljen 1. avgusta 1946, ko sta se združila kluba Sampierdarenese in Andrea Doria. Trenutno igra v Serie A.
Sampdoria je do sedaj osvojila 1 naslov italijanskega prvaka. To se je zgodilo v sezoni 1990/91. V italijanskem pokalu pa je bila Sampdoria uspešna štirikrat, in to v letih 1985, 1988, 1989, in 1995. Osvojila pa je tudi pokal zmagovalcev leta 1990. Bila pa je tudi finalistka Lige prvakov leta 1992, kjer pa jo je premagala Barcelona z 1-0. To obdobje je bilo za Sampdorio do sedaj najuspešnejše.
Od devetdesetih let 20. stoletje dalje, Sampdoria ni imela vidnejših uspehov. V sezoni 2004/05 je klub osvojil 5. mesto v svoji domači ligi in si priboril nastop v Evropski ligi. Tisto leto je Sampdoria za las izgubila mesto, ki še vodi v kvalifikacije za Ligo prvakov (to mesto si je takrat zagotovil Udinese). Nastop v Evropski ligi tistega leta je bil slab, saj je Sampdoria končala kot četrta v svoji skupini (1 zmaga, 2 izenačenji in 1 poraz).
Domači stadion Sampdorie je Luigi Ferraris, kateri sprejme 36,599 gledalcev. Barve kluba so bela, modra, črna in rdeča.

## Rivalstvo
Rival Sampdorie je Genoa, saj si s tem klubom deli stadion. Njun derbi se imenuje Derby della Lanterna. Ime derbija izhaja iz svetilnika Torre della Lanterna, ki osvetljuje mestno pristanišče. 